# سيرجي شنوروف
سيرجي شنوروف (بالروسية: Сергей Владимирович Шнуров)‏ هو عازف قيثارة ومغني ومذيع ومغن ومؤلف ومؤلف موسيقى تصويرية ومقدم تلفزيوني وعازف كمان ورسام وملحن وشاعر وممثل روسي، ولد في 13 أبريل 1973 في روسيا. بدأ مشواره المهني سنة 1990، ومن الجوائز التي نالها جائزة نيكا.

## جوائز
- جائزة نيكا

## وصلات خارجية
- سيرجي شنوروف على موقع IMDb (الإنجليزية)
- سيرجي شنوروف على موقع ميوزك برينز (الإنجليزية)
- سيرجي شنوروف على موقع ديسكوغز (الإنجليزية)
- سيرجي شنوروف على موقع قاعدة بيانات الفيلم (الإنجليزية)
- سيرجي شنوروف على موقع كينوبويسك (الروسية)